# MILW-Klasse A
Die Dampflokomotiven der Klasse A der Milwaukee Road waren die größten, leistungsfähigsten und schnellsten Atlantic-Lokomotiven (Achsfolge 2'B1'), die je gebaut wurden. Sie gehörten zu den schnellsten Dampflokomotiven der Welt.

## Entstehung
Um die Verbindung zwischen Chicago und den Zwillingsstädten Minneapolis und St Paul konkurrierten drei Eisenbahngesellschaften, die Chicago, Burlington and Quincy Railroad, die Chicago and North Western Railway und die Chicago, Milwaukee, St. Paul and Pacific Railroad, kurz Milwaukee Road. Diese Verbindung gehörte zu den verkehrsreichsten in den Vereinigten Staaten. Die drei Strecken waren 694, 674 und 680 Kilometer lang, so dass der Fahrzeitunterschied nicht allzu sehr ins Gewicht fiel. Anfang der 1930er Jahre dauerte die Fahrt noch etwa 10 Stunden.
Alle drei Bahnen strebten eine Beschleunigung des Verkehrs an, der Oberbau der Strecken wurde verbessert und neue Züge geplant. Ende 1934 ließ die Chicago & North Western einige Garnituren von Schnellzugwagen und zwölf Pacific-Lokomotiven umbauen. Die Lokomotiven waren in der Lage, die Züge über längere Zeit mit 160 km/h und mehr zu ziehen, und auf der Gesamtstrecke wurde ein Schnitt von etwa 100 km/h erreicht. Einige Monate später folgte die Burlington mit einem „Pioneer Zephyr“ genannten dieselelektrischen Schnelltriebwagen, der noch etwas schneller war und als Amerikas schnellster Zug galt.
Die Milwaukee Road musste dieser Konkurrenz nun etwas entgegensetzen. Man entschied sich gegen einen Triebwagen und für einen dampflokbespannten Zug; die Gründe dafür waren die größere Flexibilität im Platzangebot, die noch nicht ausgereifte Dieseltechnik, geringere Investitionen und die größere Sicherheit für den Fall eines Zusammenstoßes auf einem Bahnübergang.
Bei ALCO wurden schließlich zwei Schnellzuglokomotiven bestellt, die in enger Zusammenarbeit mit dem Chefingenieur der Bahn C. H. Bilty entworfen wurden. Die für zwei Zuggarnituren benötigten 12 vierachsigen Schnellzug-Personenwagen baute die Milwaukee Road in ihren eigenen Bahnwerkstätten. Als Name für den neuen Zug wählte man „Hiawatha“, nach dem legendären, flinkfüßigen Indianerhäuptling Hiawatha.
Die Konstruktion und Herstellung der beiden Lokomotiven dauerte nur wenige Monate, und am 30. April 1935 wurde die erste Maschine im Rahmen einer Zeremonie erstmals dem Publikum präsentiert. Die zweite folgte wenige Tage später. Als Paradepferde der Milwaukee Road erhielten sie die Bahnnummern 1 und 2.

## Technik
Die Klasse A war deutlich größer als die bis dahin größten und leistungsfähigsten Atlantics der ab 1914 gebauten Klasse E6s der Pennsylvania Railroad, und die zulässigen Achslasten erlaubten ein Reibungsgewicht von 642 kN (65,5 t). Das war mehr, als europäische Pacific-Lokomotiven aufwiesen, und war für das vorgesehenen Zuggewicht von etwa 320 Tonnen völlig ausreichend. Der Verzicht auf eine dritte Kuppelachse reduzierte die Reibung des Triebwerks und vor allem die hin- und hergehenden Triebwerksmassen. Dazu trug auch der relativ hohen Druck des Kessels von 300 psi (20,7 bar) bei, der die Verwendung relativ kleiner Zylinder und Kolben ermöglichte, und außerdem bestanden Treib- und Kuppelstangen aus hochlegiertem Stahl, so dass auch hier Gewicht gespart werden konnte. Anders als bei den meisten früheren Atlantics arbeiteten die Treibstangen auf die erste Kuppelachse, die einen relativ großen Abstand vom Drehgestell hatte.
Trotz der hohen vorgesehenen Geschwindigkeiten verzichtete man auf ein Dreizylindertriebwerk. In den USA war diese Triebwerksbauart sehr selten; der Hauptgrund dafür war die schlechte Zugänglichkeit des Innenzylinders und der damit verbundene größere Wartungsaufwand.
Die Fahrzeuge hatten einen durchgehenden Stahlgussrahmen mit angegossenen Zylindern. Auch der Boden des Tenders war ein Stahlgussteil. Alle Radsätze von Lokomotive und Tender liefen in Rollenlagern.
Die von Otto Kuhler gestaltete Stromlinienverkleidung mit für amerikanische Verhältnisse sehr klaren Linien bedeckte fast die gesamte Lokomotive. Nur die untere Hälfte der großen Treibräder war zu sehen, weil die Unterkante der Verkleidung etwa auf Höhe der Radmitten verlief.
Gefeuert wurden die Lokomotiven mit Öl. Der fünfachsige Schlepptender konnte 15 m³ Öl und 49 m³ Wasser aufnehmen, wobei der Ölvorrat für die gesamte vorgesehene Strecke ausreichte. Das vordere Drehgestell des Tenders war dreiachsig, das hintere zweiachsig und ähnelte in seiner Ausführung denen der Schnellzugwagen. Auch der Querschnitt des Tenders entsprach dem der angehängten Waggons, so dass ein guter optischer Übergang zwischen Lokomotive und Wagenzug gegeben war. Auch der Übergang zwischen Lokomotive und Tender unterbrach die klaren Linien nicht.

## Geschwindigkeit
Bei den ab Anfang Mai 1935 durchgeführten Versuchsfahrten erreichten die Lokomotiven mühelos die vorgesehenen Geschwindigkeiten. Bei einer Messfahrt am 15. Mai wurden 181 km/h erreicht. Damit war die Klasse A für etwa ein Jahr – bis zur Rekordfahrt der deutschen 05 002 am 11. Mai 1936 – die offiziell schnellste Dampflokomotive der Welt.
Die Geschwindigkeit von 181 km/h hatte möglicherweise bereits 1893 die Nr. 999 der New York Central Railroad erreicht. Anders als diese Lokomotive konnte die Klasse A diese Geschwindigkeit jedoch im täglichen Betrieb und auch für längere Zeit aufrechterhalten. In der Praxis waren die Lokomotiven sogar noch deutlich schneller. Regelmäßig wurde die 120-mph-Grenze (193 km/h) überschritten, und auch die inoffiziell genannten Werte bis 130 mph (209 km/h) erscheinen angesichts der Konstruktion der Lokomotiven nicht völlig unrealistisch. Treffen diese Angaben zu, dann gehören die Lokomotiven der Klasse A neben den Duplex-Lokomotiven der Pennsylvania Railroad (Klassen S1 und T1) zu den schnellsten Dampflokomotiven überhaupt.

## Einsatz
Am 29. Mai 1935 begann der planmäßige Betrieb. Der „Hiawatha“ war jetzt mit etwa sechseinhalb Stunden Fahrzeit die schnellste Verbindung zwischen Chicago und Minneapolis-St. Paul. Der Fahrplan erforderte auf freier Strecke Geschwindigkeiten von mindestens 160 km/h, was die Lokomotiven im täglichen Einsatz problemlos bewältigten.
Der „Hiawatha“ wurde deswegen ein voller Erfolg, und die Fahrgastzahlen stiegen. Weitere Wagen wurden gebaut, und 1936 wurde eine dritte Lokomotive in Dienst gestellt und 1937 eine vierte. Aber die Anfahrschwierigkeiten mit den immer schwerer werdenden Zügen häuften sich, so dass schon 1937, nur zwei Jahre nach der Einführung des „Hiawatha“, größere und stärkere Lokomotiven beschafft werden mussten. Es waren Hudson-Lokomotiven (Achsfolge 2'C2', Klasse F7). Diese liefen jedoch, trotz gleich großer Treibräder, bei hohen Geschwindigkeiten wesentlich unruhiger als die Atlantics und erreichten deshalb auch nicht deren Höchstgeschwindigkeit.
Als die Zugkraft der Klasse A für die Hauptstrecken nicht mehr ausreichte, wurden sie mitsamt ihren Wagengarnituren für den „Midwest Hiawatha“ eingesetzt. Doch schon wenig später setzten sich Diesellokomotiven durch, und 1949 wurde die Nummer 3 und 1951 die übrigen drei Lokomotiven ausgemustert. Alle vier Exemplare wurden verschrottet. Anders als viele andere Stromlinienlokomotiven hatten sie ihre Verkleidung bis zum Schluss behalten.